# Bisonte
Os bisontes ou bisões são grandes mamíferos ungulados e ruminantes do género Bison, da família Bovidae, com duas espécies ainda existentes: o bisonte-europeu, Bison bonasus; e o bisonte-americano, Bison bison. Têm cornos curtos, negros, curvados para cima e para o eixo do animal e os ombros elevados numa bossa e com uma forte cobertura de pelos longos; os cascos são redondos e negros. O bisonte-europeu (também chamado wisent, em inglês) tem uma juba e barba menos luxuriantes que o americano (também chamado buffalo, embora os verdadeiros búfalos sejam animais da mesma família, mas da África e da Ásia), enquanto que estes têm as pernas mais curtas.
Os machos podem atingir uma altura ao nível dos ombros de cerca de 1,7 metro, um comprimento do corpo de 3,6 metros e um peso de 1 130 quilogramas, enquanto que as fêmeas são menores. A pelagem de inverno do bisonte-americano é castanha-escura e esparsa, mudando na primavera para um pelo curto e castanho-claro. Também é menos luxuriante nas fêmeas que nos machos. O seu tempo de vida é de 30 a 50 anos. Os homens das cavernas usavam, como machado, uma omoplata de um bisonte.
Desde 9 de maio de 2016 o bisonte é considerado um símbolo nacional dos Estados Unidos da América.

## Etimologia
"Bisão" provém do grego bíson, "boi selvagem", através do latim bisone.

## Reprodução
Os bisontes reproduzem-se uma vez por ano, entre Junho e Setembro. As fêmeas produzem geralmente uma cria de cor vermelha (que se torna castanha em 2-4 meses) em cada gestação, que dura, em média, 285 dias e protegem-na durante sete a doze meses. Na altura do parto, a fêmea afasta-se da manada e escolhe um local protegido. Os jovens atingem a maturidade sexual em 2-3 anos, mas os machos geralmente não se reproduzem até aos seis anos, quando atingem um tamanho que lhes permite competir com outros.

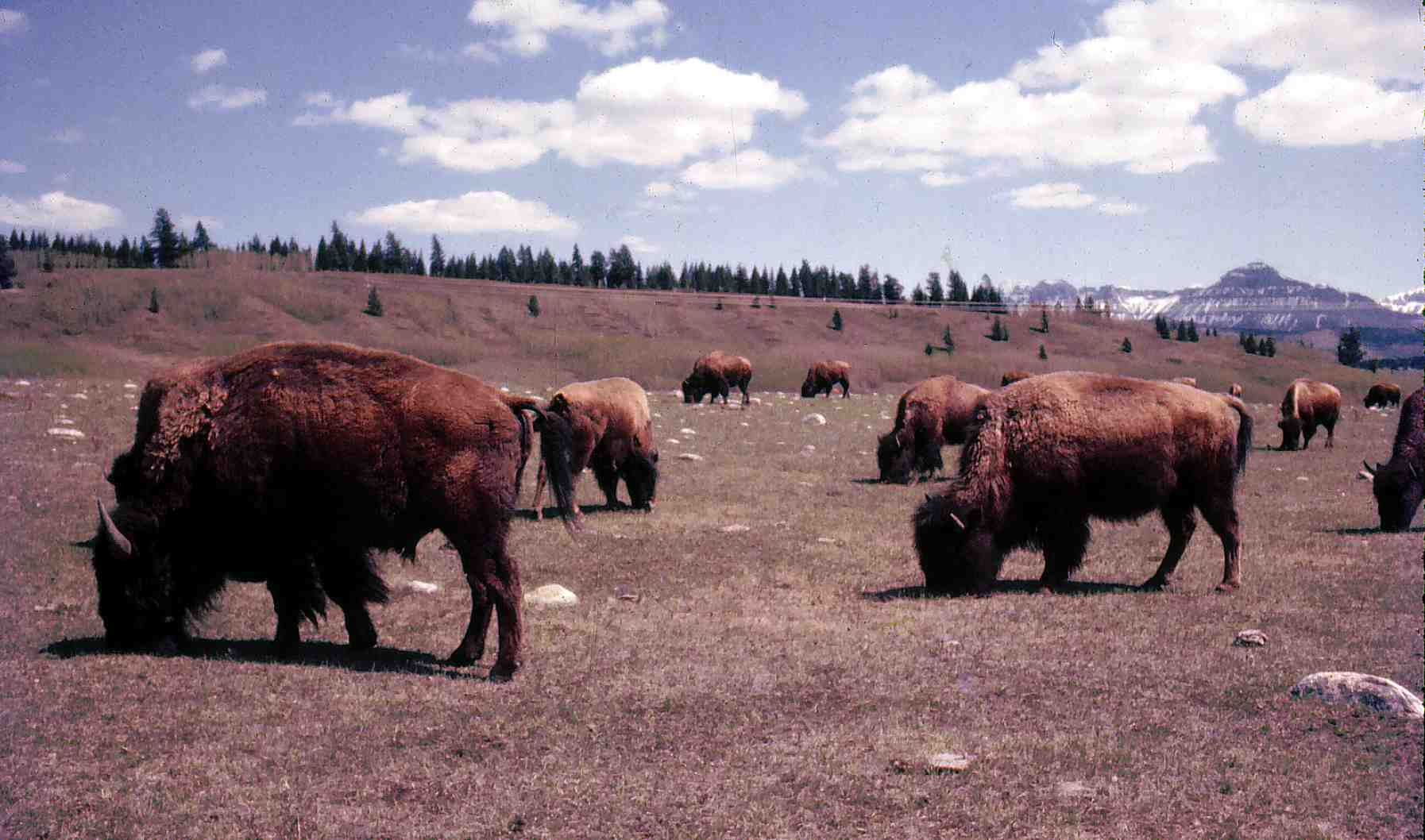
Bisões-americanos em Alberta, no Canadá

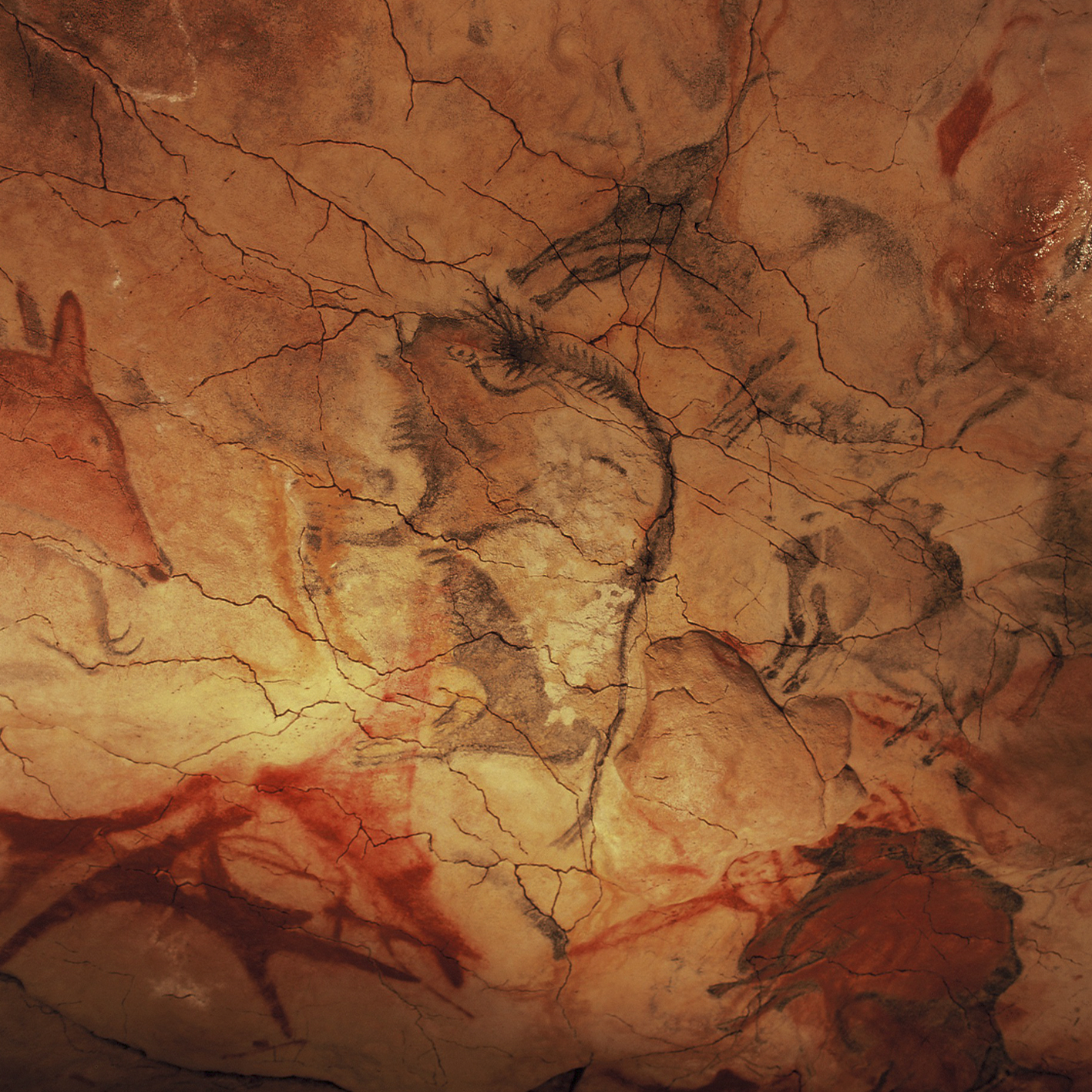
Bisontes desenhados no teto da Caverna de Altamira

## Comportamento
Os bisontes são animais gregários e organizam-se em grupos (manadas) de acordo com o sexo, idade, estação do ano e habitat. Os grupos de fêmeas inclui ainda machos com menos de três anos de idade e, por vezes, alguns machos mais velhos. Os machos começam a entrar nestes grupos quando se inicia a estação de reprodução; nas outras estações, vivem individualmente ou em grupos de até 30 animais. Estes grupos têm uma hierarquia e os machos dominantes reproduzem-se com mais frequência que os de categoria mais baixa.
Nas suas migrações, os bisontes formam uma fila liderada por uma fêmea adulta. Os bisontes são bons nadadores e são capazes de correr a velocidades de 62 quilômetros por hora.

## Filogenia
A família Bovidae apareceu durante o Mioceno, há cerca de 20 milhões de anos, com 15 gêneros conhecidos, a maioria da Ásia. No final do Mioceno, há cerca de 10 milhões de anos, tinham aparecido 70 novos géneros e no Pleistoceno havia mais de 100. Atualmente, existe cerca de metade daquele número.
Pensa-se que a família se tenha desenvolvido nas regiões tropicais e que, em meados do Pleistoceno, se adaptou aos climas frios do norte, migrando através da Beríngia para o Novo Mundo. O bisonte-americano é um parente próximo do europeu (ver acima a indicação sobre hibridização, que indica que pode ser uma única espécie) e os cientistas pensam que estas espécies são descendentes duma espécie que existia na Índia. As manadas migraram para norte e, enquanto umas foram para leste até à Sibéria, eventualmente atravessando a ponte terrestre de Bering, outras foram para oeste, para as florestas da Europa. Bison priscus, que era o antepassado imediato do bisonte-europeu, extinguiu-se durante a última glaciação.